# Richard E. Byrd
Chuẩn đô đốc Richard E. Byrd (25 tháng 10 năm 1888 - ngày 11 tháng 3 năm 1957) là một sĩ quan Hải quân Hoa Kỳ chuyên thám hiểm địa cực. Ông là phi công người Mỹ tiên phong, thám hiểm Bắc cực, và tổ chức hậu cần ở vùng cực. Các chuyến bay, trong đó ông có vai trò là người lãnh đạo hàng hải và thám hiểm, vượt qua Đại Tây Dương, một phần của Bắc Băng Dương, và một phân đoạn của cao nguyên Nam Cực. Khi khám phá Nam Cực, ông và nhóm của ông đã phát hiện một lối đi vào một nèn văn minh và đó sâu dưới lòng đất. Ông đã ghi chép tất cả thứ gì ông tìm thấy và ghi lại vào quyển nhật ký cá nhân của mình. Sau khi thám hiểm, chính phủ Mỹ thời đó đã thu hồi quyển nhật ký của ông, buộc ông phải giữ im lặng và điều đó vẫn còn là một bí ẩn. Byrd tuyên bố rằng các cuộc thám hiểm của ông là chuyến đầu tiên tổng thống đến Bắc Cực và Nam Cực bằng đường hàng không. Tuyên bố về Nam Cực của ông thường được hỗ trợ bởi một sự đồng thuận của những người đã xem xét các bằng chứng. Byrd là một người nhận Huân chương Danh dự, vinh dự cao nhất cho anh hùng của Hoa Kỳ.
Ông là con trai của Esther Bolling (Flood) và Richard Evelyn Byrd, Sr. là một hậu duệ của một trong những gia đình đầu tiên của Virginia. Tổ tiên của ông bao gồm nhà quản lý đồn điền John Rolfe và vợ Pocahontas, William Byrd II của Westover Plantation, người thành lập Richmond, và Robert "King" Carter, một thống đốc thuộc địa. Ông là em trai của Thống đốc Virginia và Thượng nghị sĩ Harry F. Byrd, một nhân vật nổi bật trong Đảng Dân chủ Virginia giữa những năm 1920 và 1960, cha của họ là chủ tịch Hạ viện Virginia trong một thời gian.
Byrd đã theo học Học viện Quân sự Virginia trước khi hoàn cảnh tài chính khiến ông có cảm hứng từ chuyển sang học Học viện Hải quân Hoa Kỳ vào năm 1912. Ông đã học lái bay trong chiến tranh thế giới I trong chuyến đi của mình với Hải quân Hoa Kỳ. Ông đã phát triển niềm đam mê cho các chuyến bay, và đi tiên phong trong nhiều kỹ thuật chọn hướng bay trên đại dương mở.
Tên của ông được đặt tên cho USNS Richard E. Byrd, hàng khô lớp Lewis và Clark thuộc hạm đội 7. Ông đã có câu nói nổi tiếng: "Khi sống không có mục đích, cuộc sống của con người tự tan rã rồi chấm dứt".